# Adolphe Touffait

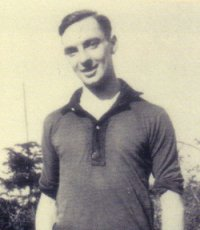
Touffait als Spieler

Adolphe Touffait (* 29. März 1907 in Rennes; † 12. März 1990 in Nanterre) war ein französischer Fußballspieler, der einen wesentlichen Teil seiner Karriere bei Stade Rennes verbrachte und ein Mal für die Nationalelf seines Landes auflief. Anschließend war er Jurist und als solcher von 1976 bis 1982 Richter am Europäischen Gerichtshof.

## Leben im Fußball

### Vereinskarriere
Touffait spielte für den Verein Cadets de Bretagne in seiner Heimatstadt Rennes, bevor er 1925 zum Stadtrivalen Stade Rennes UC wechselte. 1926 kehrte der Mittelfeldspieler zu seinem Ex-Klub zurück, bevor er 1927 erneut zum Stade Rennes ging. Dem folgte ein Jahr, das er aufgrund einer nicht vorhandenen Spielerlizenz in der zweiten Mannschaft verbringen musste. Nach seinem Aufrücken in die erste Auswahl, die mangels der Existenz einer Profiliga unter Amateurbedingungen spielte, avancierte er in dieser zum Leistungsträger und erhielt 1929 das Amt des Mannschaftskapitäns. Auch neben dem Fußballplatz leistete er als solcher einen wichtigen Dienst für den Verein, indem er Spieler wie Walter Kaiser und Jaroslav Bouček zu einem Wechsel nach Rennes überzeugte; für die Verpflichtung von Bouček und weiteren Akteuren hatte er eine Reise in die Tschechoslowakei unternommen.
1932 wurde mit der Division 1 eine frankreichweite erste Liga unter Profibedingungen gegründet und Touffait zählte mit dem Stade Rennes UC zu den Teams, die sich für diese qualifiziert hatten. Das Auftaktspiel verpasste er jedoch und kam so erst zu seinem Debüt, als die Mannschaft am 18. September 1932 bei einem 3:1-Sieg gegen den CA Paris am zweiten Spieltag den ersten Saisonsieg einfuhr. Fortan wurde er regelmäßig aufgeboten, hatte aber keinen festen Stammplatz inne. Ab 1933 musste er aufgrund seiner Ernennung zum Richter seinen Namen ändern und spielte unter dem Pseudonym Delourme, wobei es sich um den Mädchennamen seiner Mutter handelte. Weil er zuvor kaum noch zum Einsatz gekommen war, was auch an seinen Verpflichtungen als Richter lag, entschied er sich 1935 mit 28 Jahren nach 35 Erstligapartien ohne Tor und zahlreichen weiteren Partien für Rennes in den Jahren vor 1932 für die Beendigung seiner Laufbahn.

### Nationalmannschaft
Touffait war 25 Jahre alt, als er am 10. April 1932 im Alter von 25 Jahren bei einer 1:2-Niederlage gegen Italien zu seinem Debüt für die französische Nationalelf kam. Das Freundschaftsspiel blieb die einzige Begegnung, die er für die A-Nationalmannschaft absolvierte. Allerdings konnte er wegen seines Studiums, dem er zeitgleich mit der Fußballerkarriere nachging, auch Einsätze für die französische Universitäts-Auswahlmannschaft bestreiten.
Nach seiner aktiven Zeit führte er verschiedene Funktionen im nationalen Verband Fédération Française de Football aus und war zeitweise dessen Vizepräsident.

## Laufbahn als Jurist
Parallel zu seiner Karriere als Fußballspieler studierte Touffait Rechtswissenschaften und erhielt 1933 einen Posten als Richter in Valenciennes. Danach ging er ins Département Seine, wo er als Staatsanwalt angestellt wurde. In den Jahren nach dem Zweiten Weltkrieg war er dabei unter anderem an der Aufarbeitung von Kriegsverbrechen beteiligt. 1962 wurde er zum ersten Präsidenten des Berufungsgerichts von Paris und war im selben Jahr Teil einer Beobachtermission im Algerienkrieg, wobei er durch Schüsse auf ihn schwere Verletzungen erlitt. 1968 wurde er als Generalprokurator der Staatsanwaltschaft an den Kassationshof berufen.
Dies blieb er, bis ihm 1976 ein weiterer Aufstieg gelang und er mit damals 69 Jahren am 26. Oktober 1976 sein Amt als Richter am Europäischen Gerichtshof in Luxemburg antrat. Dem Gremium gehörte Touffait, der als überzeugter Anhänger der europäischen Integration galt, sechs Jahre lang bis 1982 an. Er starb am 12. März 1990 im Alter von 82 Jahren.